# 38 Komenda Odcinka Komańcza

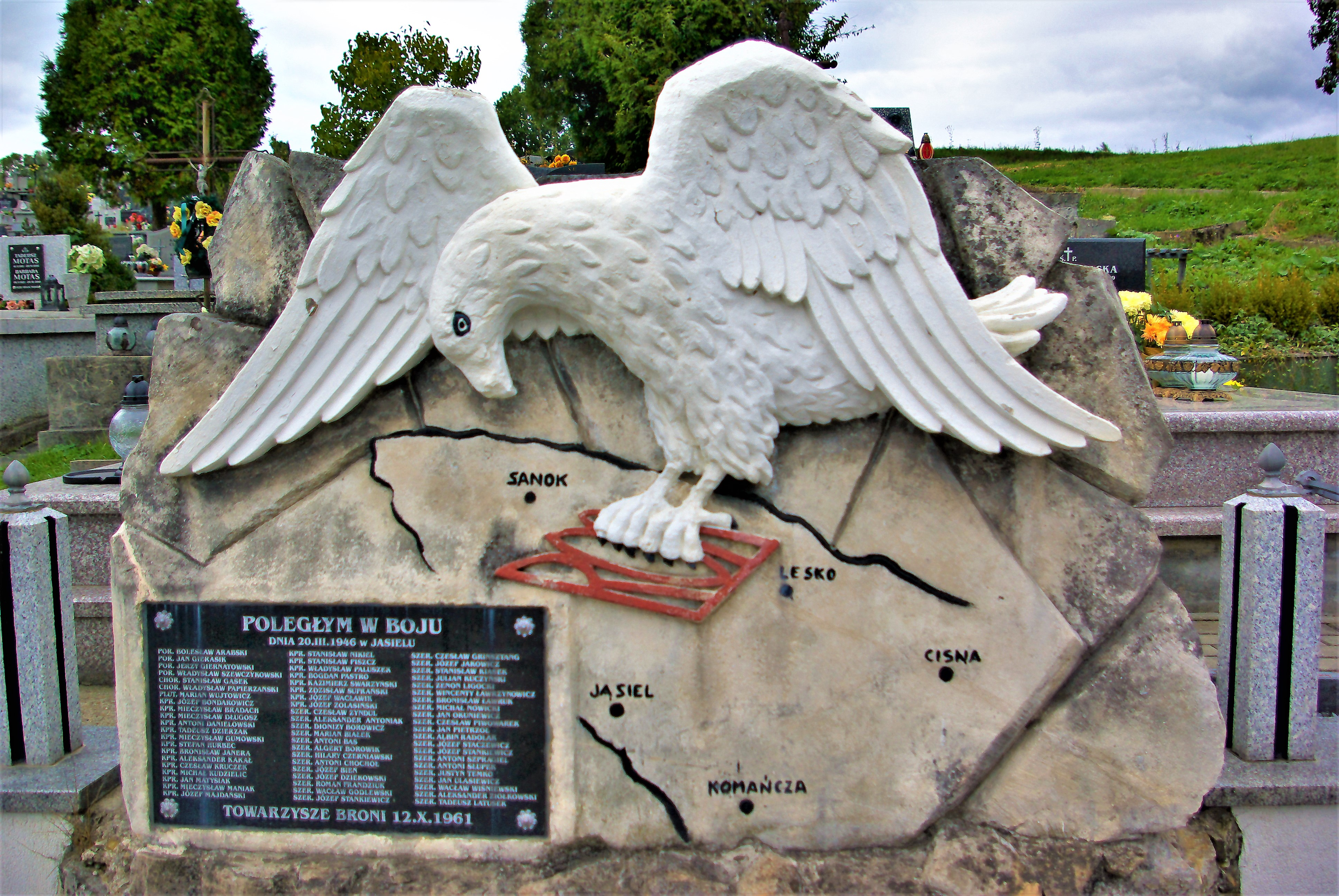
Pomnik żołnierzy WOP poległych w walkach z UPA w Jasielu, ustanowiony na cmentarzu w Zagórzu

38 Komenda Odcinka Komańcza – samodzielny pododdział Wojsk Ochrony Pogranicza.

## Formowanie i zmiany organizacyjne
38 Komenda Odcinka sformowana została w 1945 na bazie 34 pułku piechoty w strukturze 9 Oddziału Ochrony Pogranicza. W marcu 1946 38 komendantura i jej strażnice prowadziły intensywne walki z oddziałami UPA. W wyniku walk zostały nadszarpnięte struktury organizacyjne. W kwietniu 1946 komendantura przeszła reorganizację w Zagórzu. W maju wyruszyła do Komańczy. Wobec spalenia miejscowości, cała komenda kwaterowała w ziemiankach. Wiosną 1947 strażnice ponownie wyszły na swoje odcinki.
We wrześniu 1946 odcinek wszedł w skład Rzeszowskiego Oddziału WOP nr 8. W marcu 1947 rozformowano 38 i 39 komendę odcinka, a na ich bazie sformowano Krośnieńską Komendę WOP w Krośnie, którą bezpośrednio podporządkowano Departamentowi WOP w Warszawie.

## Działania bojowe
20 marca 1946 grupa operacyjna 38 komendy odcinka Zagórz i załoga strażnicy Jasiel liczące w sumie 98 żołnierzy, opuściły rejon zakwaterowania we wsi Jasiel pod dowództwem por. Jana Gierasika. Zostały wtedy zaatakowane i rozbite przez sotnie UPA. Poległo lub zostało rozstrzelanych, po bestialskich torturach 60 żołnierzy i 4 milicjantów. Egzekucja oficerów miała miejsce w rejonie leśniczówki koło wsi Moszczaniec a podoficerów i szeregowców na wzgórzu koło Wisłoka Górnego. W czasie egzekucji rzucił się do ucieczki i mimo pościgu zbiegł szer. Paweł Sudnik. Z pola walki uratowali się również ppor. Marian Myślicki, sierż. Warat i szer. Kowalenko. Ukryli się w stodole i w nocy przeszli na stronę Czechosłowacji. Pozostałych żołnierzy odarto z mundurów, pobito i puszczono wolno. Pod Jasielem zginęli: por. Jan Giersik, por. Bolesław Arabski, por. Władysław Szewczykowski, por. Jerzy Giernatowski oraz chor. Stanisław Gąsek i chor. Stanisław Papierzański. Po ekshumacji wszyscy polegli zostali pochowani w Zagórzu.
Dowództwo OW Kraków podjęło decyzję o ewakuacji zagrożonych strażnic 38 komendy odcinka. 26 marca 1946 grupa bojowa 38 komendy odcinka pod dowództwem mjr. Jana Frołowa, wzmocniona żołnierzami 34 pułku piechoty pod dowództwem kpt. Kozyry i 36 komendy odcinka dowodzonej przez ppor. Franciszka Gajdemskiego licząca w sumie 175 żołnierzy, wyruszyła z Zagórza do Komańczy, Radoszyc i Łupkowa w celu ewakuacji strażnic. W rejonie wsi Kożuszne została zaatakowana przez sotnie UPA. W toku walki została rozbita i zmuszona do wycofania się. Wieś spłonęła. Poległo 40 żołnierzy. 10 rannych zamordowano. Ubezpieczenie przednie grupy pod dowództwem por. Jagury i ppor. Trębowskiego, broniące się w Kożusznem, przebiło się do Bukowska do m.p. 34 pułk piechoty. Dowódca pułku, ppłk Stanisław Pluto następnego dnia udał się z dwoma batalionami na miejsce walki. Na pobojowisku zebrał ciała poległych i pomordowanych żołnierzy. Ubezpieczenie boczne grupy, w rejonie wsi Mokre straciło 7 żołnierzy, drużynę fizylierów. Poległ dowódca drużyny kpr. Wiesław Kapusta. Mjr Jan Frołow z 50-cioma żołnierzami pod dowództwem kpt. Kozyry kontynuował wykonanie zadania. Przybywszy do Komańczy, a następnie do Radoszyc i Łupkowa zastał spalone zabudowania strażnic. Załóg nie było. Nie mając innych możliwości powrotu do Zagórza, przekroczył granicę Czechosłowacją. Grupa wróciła do Polski przez Przełęcz Dukielską.
Zagrożone strażnice: Komańcza, Radoszyce, Łupków i Wola Michowa z własnej inicjatywy skoncentrowały swe załogi w Łupkowie. Dołączyli do nich soliści i milicjanci. W sumie zgrupowanie liczyło 113 osób. 25 marca 1946 zgrupowanie zostało zaatakowane przez skoncentrowane sotnie UPA. Po dwudniowych walkach, 26 marca wieczorem zgrupowanie przeszło na stronę czechosłowacką. Żołnierze wrócili do kraju przez Przełęcz Dukielską
28 marca 1947 w rejonie Jabłonek poległ gen. broni Karol Świerczewski. Jadąc z Baligrodu do Cisny na inspekcję pododdziałów WOP wpadł w zasadzkę UPA. Razem z generałem zginęło dwóch żołnierzy, a trzech zostało rannych. W toku pościgu za sprawcami pod wsią Wisłok Wielki doszło do starcia grupy operacyjnej 38 komendy odcinka Zagórz z napastnikami. Napastnicy rozproszyli się i uszli w okoliczne lasy.

## Struktura organizacyjna
Dyslokacja 38 Komendy Odcinka przedstawiała się następująco:
- komendantura odcinka i pododdziały sztabowe – Komańcza
- 170 (171) strażnica – Roztoki Górne
- 171 (172) strażnica – Wola Michowa
- 172 (173) strażnica – Radoszyce
- 173 (174) strażnica – Łupków
- 174(175) strażnica – Jasiel